# めだかの学校 (漫画)
『めだかの学校』（めだかのがっこう）は、森ゆきえによる4コマ漫画を主体とした漫画作品である。また、同名のOVAも制作された。なお、歌の「めだかの学校」とは無関係である。

## 概要
本作が、森ゆきえのデビュー作である。『りぼんオリジナル』1996年8月号が初出であり、当時の作者は高校2年生であった。その後、作者は進学したものの、在学中も本作の制作を続け、2005年2月号まで連載された。また『りぼん』本誌でも1996年9月号から2005年3月号まで連載され、単行本は全6巻が刊行された。作者自身が自分を「4コマ作家」と表現したわけだが

、実際に本作は4コマ漫画が主体である。しかしながら、例えば、単行本の第3巻ではストーリー漫画が収載されたように

、本作は4コマ漫画だけではない。漫画のジャンルとしては、ギャグ漫画である。
さらに、2001年にはOVA化も行われた。このOVAに関して、森ゆきえは、モノクロ漫画では表現できない田中先生の頭部の艶が、OVAではイメージ通りであると述べたのに対して、原作漫画と同様に立って黒板に文字を書く姿が、OVAで動いた時に不気味に感じられたとも述べた

。
これら原作者が指摘したように、原作漫画とOVAには媒体の性質の違いのために、その表現には差異も存在する。
2011年8月時点では、作者が自身のブログで、本作のその後を描いた漫画を不定期更新していた
。また『りぼん』公式サイトで『めだかの学校 2限目!』が連載開始予定である旨が明らかにされ

、2015年1月号から2017年1月号まで連載され、単行本1冊にまとめられた。なお、本作について、2001年の時点で、作者自身は「威張れるような漫画ではない」と考えていたようである

。

## ストーリー
中学2年生の江野めだかが転校した私立たなか中学校は、頭部が魚の形状をした田中先生を始めとして、一癖も二癖も有する人間や動物が通う、奇妙な学校だった。登場キャラクターの中では比較的常識人の江野めだかは、たなか中学校に通う面々が引き起こす、様々な常識外れな事態に振り回される。
以上のような理由のため、江野めだかは、普通ではない学校生活を送る

。

## 主要登場キャラクター

### 2年桜組
江野 めだか（こうの めだか）
声 - 茂呂田かおる
本作のヒロインである。医者の父の薦めで、中学2年生の時に、たなか中学校へ転校した。ただし、本来は別の中学校へ行く予定だったが、手違いで、たなか中学校に通っていた。実家から離れているので、下宿していた。学業成績は良好で、料理部に所属していた。
おさげにしたピンクの髪が特徴である。至って常識的な人物であり、田中先生などによるおかしな行動により、顔色を悪くする事例が多い。ただ、たなか中学校の多くの面々の中で、特に田中先生を嫌がっている。
10年後は就職先が見つからず、止む無く、たな中に保健の先生として就職した。
ポチくん
声 - 青山穣
老婦人に飼われているイヌである。しかし、言葉こそ話さないものの、まるでヒトのように行動し、涙を流す姿も見られる。文字も満足に書けないのに、田中先生によるテストの成績は、常にクラスで最良である。
10年後は選挙に出馬した。
猫子さん（ねここさん）
声 - ゆかな
美浜アユが飼っているペルシャ猫である。魚が好物で、田中先生の魚の形をした頭部を食べたがっている。ポチくんをライバル視している。
10年後には悠々自適な生活をしており、子供がたな中に通っている。
野々口 備悟（ののぐち びんご）
声 - 荻原秀樹
普段から校則違反をしており、例えば、校則で禁止されているのに、飲食店でアルバイトをしている。1＋1を誤答する程のバカで、長期休暇中の補習も課されていた。
遅刻や授業中居眠りをしては田中先生によく怒られている。なお、その際には、田中先生の頭部の尻尾で殴られる場合が多い。本人は不良を目指しているようだが、実際には怪しい行動が目立つ少年である。サッカー部所属だが、部員は自分1人だけしかいない。
10年後は保育士見習いをしている。
ミサちゃん
声 - 西沢広香
漢字は不明だが、姓は「しなの」である。5歳の幼女だが、入学試験に合格したらしく、中学校に通っている。幼いため、たなか中学校の異様な状態に疑問を抱いていない。ツインテールと頭の両側で結んだリボンが、トレードマークである。好きな動物はウサギ。
10年後はエリートの女子高に進学している。

### 3年梅組
美浜 アユ（みはま アユ）
田中先生の大ファンで、田中先生ファンクラブの会長である。彼をキムタクに似ていると思っている。ずっとたなか中学校にいるらしく、自称15歳だが実際は年齢不詳。田中先生を愛するあまり、当の田中先生にまでドン引きされるほどの奇行に走った事例も少なくない。
猫子さんの飼い主である。
10年後には田中先生と結婚し、長年の想いが報われた。
王様（おうさま）
お金が好きなオウサマペンギンで、名前も「オウサマペンギン」に由来する。ポチくんや猫子さんとは違い、会話は筆談を用いるが、ニワトリのような鳴き声も出せる。
金にはがめついものの、根は優しく、稼いだお金で小鳥のために家を作った事も有る。この家の購入資金は、空を飛ぶという夢を持っており、購入を計画していた自分が操縦するための航空機の購入資金であった。飼い主の岸辺とは相性が悪く、彼に対しても金銭を要求する場合が有る。
10年後は鳥インフルエンザに感染して発病した結果として、命を落とした。しかし、浅瀬先生の技術により、ヒトに産まれ変わった。産まれ変わった際の外見は子供だが、たなか中学校の教員を務め、会社経営もしている。
黒仏 ユウ（くろぼとけ ユウ）
イルカ先生の命を狙う死神で、たなか中学校へ転校してきた。転校してまでイルカ先生を狙っていたが、結局殺さなかった。
あだ名は「黒っち」。友人に貧乏神、疫病神がいる。
田中先生とバンドを組んでおり、バンド名は「魚雷13（ぎょらいサーティーン）」で、めだかも勝手にバンドメンバーに加えた。
遥か昔から存在しており、教科書に載っていた中世期の宗教画にも、その姿が描かれていた。当時はアフロヘアーだった。
なお黒仏は、作者が考案したキャラクターではなく、新キャラクター募集で選出されて、本作に登場した。
流谷 魚子（るたに ななこ）
男気あふれる少女である。イルカ先生に片想いしているが、浅瀬先生と結婚したために報われなかった。
料理部の部長で、実家が魚屋なので、魚料理をよく作る。
「りぼん」での新キャラ募集の際に、例として登場したキャラクターだが、結局は本編にも登場した。
10年後は修行中の寿司職人として働いている。
岸辺 貴志（きしべ たかし）
存在感が弱く、よくみんなに名前も存在も忘れられる。この薄い存在感ためか、江野めだかに恋をしていたものの、結局は報われなかった。
髪の毛が立っており、王様に鳥の巣にされかけた。両親と兄も髪が立っており、髪を立てる事が岸辺家の家訓らしい。
なお、王様の飼い主である。誕生日は10月21日と判明した。
10年後は王様が経営する会社で働いている。しかし、貴志は経営者が、かつて自分が飼っていた王様だとは知らない。

### 1年竹組
速水 菜乃（はやみ なの）
動物が苦手な1年生の少女で、特にポチくんを恐れている。動物からの逃げ場所を失うと、天井や壁を這う事も出来る。また、肉が苦手で、ハンバーガーショップではハンバーガーを、肉抜きで頼んでいる。

### 教師
田中 有魚（たなか ゆうな）
声 - 一条和矢
たなか中学校の校長と2年生担任を兼任している男性教員である。年齢は、29歳らしい。
頭部が魚のメダカの形状をしており、首から下はヒトの姿をした魚人である。怪しい魚人なので、少年時代は、謎の組織に捕らわれデータを取られていたらしい。
水泳が得意で、ヒトには不可能な水中での呼吸能力を有しており、両足の先だけを水上に出して遊泳するというヒトには不可能な泳法も可能である。地球半周程度なら1日で泳げるらしい。理想の女性のタイプには「エラ呼吸ができる人」と答えていた。ダイオウイカに会うのが夢。
性格も珍妙であり、変な行動が目立つ。スルメが大好物で、スルメについての授業を無理矢理に行う場合も有る。
10年後までには美浜アユと結婚し、さらに「田中ノンフィッシュ」という名の息子を設けた。
浅瀬 涼子（あさせ りょうこ）
声 - 古原奈々
裸眼視力が低く、眼鏡が無いと日常生活に支障が出る。
言動が恐ろしい保健の先生であり、例えば、自習の時に国語の授業の途中から急に「解剖します」と言った事も有った。田中先生を実験動物程度にしか思っておらず、冷淡な態度で接する。物語の終盤でイルカ先生と結婚し、名前が「イルカ涼子」に変わった。
少女時代に同級生に渡したバレンタインデーのチョコレートには、放射性物質を混入したらしい。
10年後は、たなか中学校を辞め、世界中の研究所を飛び回っている。
セヴァン・イルカ
美青年だが、たまに頭部がイルカの形状に変化する。特に写真に撮られた際は、頭部が必ずイルカの形状で写ってしまう。ただ、イルカの頭部と名前に似合わずカナヅチで、しばしば溺れて死にかけては、黒仏ユウに命を狙われる。
3年生の担任教師。温厚な性格だが、天然ボケである。ある勘違いから浅瀬先生に恋をし、結婚した。
教頭先生
たなか中学校の教頭。しかし、病気療養のために、入院中である。

### その他の学校の人々
Xロボ（エックスロボ）
顔の形状が魚と、田中先生に似ている守護神ロボットである。胸に「守護神」の文字が書かれている。田中先生と異なりマッチョである点が最大の違いである。インターネットの通信販売でも販売されている。
ブンちゃん
動物園のダチョウである。田中先生が子供の頃に飼っていた文鳥だと勘違いしたため、「ブンちゃん」と呼ばれている。
鈴木くん（すずきくん）
田中先生の学生時代の友人のタコである。浅瀬先生に食べられそうになった。

### その他の人々
カナちゃん
江野めだかの転校前の学校における親友だった女性である。とても優しいが、それ故に彼女に「たな中の奇怪な様子」を語ると心配するので、めだかは彼女に真実を語れない。
岸辺兄（きしべあに）
岸辺くんの兄で、バンドをしている。岸辺くん以上に髪の毛が立っている。何故か田中先生をライバル視する。
岸辺父（きしべちち）
岸辺くんの父。髪の毛が立っており、ヒトを刺せる凶器として機能する程に、髪の毛は硬い。
ミサママ
ミサちゃんの母親。とても優しい。
ケンちゃん
ミサちゃんの友達。ヒゲがついたウサギのぬいぐるみをミサちゃんにあげた。しかし、そのヒゲはむしり取られてしまった。
ポチくんのおじいちゃんとおばあちゃん
抜てられていたポチくんを拾ってきて以来、ポチくんの飼い主である。おじいちゃんは書道の先生。最近、特におじいちゃんの物忘れが激しいらしい。
田中ノンフィッシュ（たなか ノンフィッシュ）
10年後のアユ先輩と田中先生の間に誕生した子供である。田中先生と同じ魚人であり、頭部が魚の形状をしている。保健の先生を務める江野めだかに惚れた。

## 書誌情報
- 森ゆきえ 『めだかの学校』 集英社 〈りぼんマスコットコミックス〉 全6巻
  1. 1999年1月発行、ISBN 4-08-856122-8
    - 1年計画目標（『りぼん』1996年秋のびっくり大増刊号）
    - おまけの学校（描きおろし）

  2. 2000年6月発行、ISBN 4-08-856214-3
    - めだSCORE[注 10]（『りぼん』1999年冬休みおたのしみ増刊号、夏休みおたのしみ増刊号、2000年冬休みおたのしみ増刊号）

  3. 2001年7月発行、ISBN 4-08-856297-6
    - めだSCORE（『りぼん』2000年夏休みおたのしみ増刊号、2001年冬休みおたのしみ増刊号）
    - めだかの学校 番外編 ～デビューへの道～（描きおろし）

  4. 2002年11月発行、ISBN 4-08-856419-7
    - めだSCORE 〜文化祭編〜（『りぼん』2001年9月号）

  5. 2004年8月発行、ISBN 4-08-856556-8
    - めだかの学校 ～ライバル校 出現!!～
    - めだかの学校 ～たな中教育編～

  6. 2005年7月発行、ISBN 4-08-856622-X
    - ぐるぐるDAYS（『りぼん』2000年秋のびっくり大増刊号）
    - そんな彼女のラブストーリー（自称）（『りぼん』1999年初夏、秋、2001年早春、2002年早春、春のびっくり大増刊号）
    - 演劇フルボイス!! （『りぼん』2005年5月号別冊付録）
    - そんな彼女のラブストーリー（自称） 番外編
- 森ゆきえ『めだかの学校 2限目!』 集英社 〈りぼんマスコットコミックス〉
  - 2017年1月25日発行、ISBN 978-4-08867445-2

### オムニバス
- りぼん新人まんが家デビュー作集 12 お日様の笑顔 池野恋・編[注 11]（1996年12月発行、集英社、りぼんマスコットコミックス、ISBN 4-08-853895-1）
  - めだかの学校（『りぼんオリジナル』1996年8月号）

### 単行本未収録
- めだかの学校（『りぼん』1997年初夏のびっくり大増刊号）
- めだかの学校（『りぼん』1997年秋のびっくり大増刊号）
- めだかの学校（『りぼん』1998年早春のびっくり大増刊号）
- めだかの学校（『りぼん』1998年春のびっくり大増刊号）
- HIGH SCORE V.S. めだかの学校 4コマギャグ合戦!!（『りぼんオリジナル』1998年6月号）
- めだかの学校 特別編（『りぼん』2000年早春のびっくり大増刊号）

## OVA

### スタッフ
- 原作：森ゆきえ
- 監督：高本宣弘
- 脚本：丸尾みほ
- アニメキャラクターデザイン：鈴木信一
- 総作画監督：丸英男
- 美術監督：柴田千佳子
- 色彩設定：鈴城るみ子
- 撮影監督：広川二三男
- 編集：森田編集室
- 音響監督：中川達人（TABプロダクション）
- プロデューサー：青木健
- 製作：オフィス蒼

### 主題歌
オープニングテーマ「ワンダフル！」
作詞：うずまきまさお、作曲・編曲：斉藤哲也、歌：西沢広香と森の住人たち
エンディングテーマ「空飛ぶペンギン」
作詞：うずまきまさお、作曲・編曲：田中ノブ、歌：原田奈美